# Linea Nara

Percorso della linea

La  Linea Nara (奈良線?, Nara-sen) è una linea ferroviaria facente parte dell'area metropolitana del Keihanshin in Giappone, e collega le città di Kyoto e Nara. La ferrovia è gestita da West Japan Railway Company (JR West) e dispone di 19 stazioni su 34,7 km di percorso. La linea non deve essere confusa con la linea Kintetsu Nara, che collega invece Osaka con Nara.

## Storia
La prima tratta fra Kyoto e Otani è stata inaugurata nel 1879, mentre il completamento è avvenuto nel 1902. Nel 1984 fu completata l'elettrificazione della linea, e attualmente sono in corso i lavori per il raddoppio della tratta ferroviaria.

## Stazioni e servizi
- La tabella mostra la linea nella direzione "Kyoto → Nara"
- I numeri fra parentesi vicino ai nomi delle stazioni della metropolitana indicano quelli della stazione
- ： "stazione urbana di Kyoto", dove i passeggeri possono giungere senza sovrapprezzo se possiedono un biglietto dello Shinkansen per Kyoto.
- Schemi delle fermate:
  - I treni locali fermano a tutte le stazioni
  - Altri simboli: ● Stop; ｜Passa
  - Rapido Miyakoji: ○ Ferma solo durante le vacanze del nuovo anno (dal 1º al 4 gennaio)
- Binari:
  - ∥: Sezione a doppio binario; ◇: Sezione a binario semplice; ∨: Il doppio binario finisce; ∧: Il doppio binario inizia

| Nome linea              | Stazione         | Giapponese | Distanza (km)    | Distanza (km) | Regionale Rapido | Rapido | Rapido Miyakoji                                                                       | Collegamenti |      | Location              | Location            |
| Nome linea              | Stazione         | Giapponese | Between stations | Total         | Regionale Rapido | Rapido | Rapido Miyakoji                                                                       | Collegamenti |      | Location              | Location            |
| ----------------------- | ---------------- | ---------- | ---------------- | ------------- | ---------------- | ------ | ------------------------------------------------------------------------------------- | --- | ---- | --------------------- | ------------------- |
| Linea Nara              | Kyōto            | 京都       | -                | 0.0           | ●                | ●      | ●                                                                                     | JR Central: Tōkaidō Shinkansen JR West: Linea Biwako, Linea principale San'in, Linea Kosei, Linea JR Kyōto Ferrovie Kintetsu: Linea Kintetsu Kyōto Metropolitana di Kyoto: Linea Karasuma | ∥    | Shimogyō-ku, Kyoto    | Prefettura di Kyoto |
| Linea Nara              | Tōfukuji         | 東福寺     | 1.1              | 1.1           | ●                | ●      | ●                                                                                     | Ferrovie Keihan: Linea principale | ∥    | Higashiyama-ku, Kyoto | Prefettura di Kyoto |
| Linea Nara              | Inari            | 稲荷       | 1.6              | 2.7           | ｜               | ｜     | ○                                                                                     | | ∥    | Fushimi-ku, Kyoto     | Prefettura di Kyoto |
| Linea Nara              | JR Fujinomori    | JR藤森     | 2.3              | 5.0           | ｜               | ｜     | ｜                                                                                    | | ∨    | Fushimi-ku, Kyoto     | Prefettura di Kyoto |
| Linea Nara              | Momoyama         | 桃山       | 2.2              | 7.2           | ｜               | ｜     | ｜                                                                                    | | ◇    | Fushimi-ku, Kyoto     | Prefettura di Kyoto |
| Linea Nara              | Rokujizō         | 六地蔵     | 2.4              | 9.6           | ●                | ●      | ●                                                                                     | Metropolitana di Kyoto: Linea Tōzai (T01) Ferrovie Keihan: Linea Uji | ◇    | Uji                   | Prefettura di Kyoto |
| Linea Nara              | Kohata           | 木幡       | 1.0              | 10.6          | ｜               | ｜     | ｜                                                                                    | | ◇    | Uji                   | Prefettura di Kyoto |
| Linea Nara              | Ōbaku            | 黄檗       | 1.4              | 12.0          | ｜               | ｜     | ｜                                                                                    | Ferrovie Keihan: Linea Uji | ◇    | Uji                   | Prefettura di Kyoto |
| Linea Nara              | Uji              | 宇治       | 2.9              | 14.9          | ●                | ●      | ●                                                                                     | | ∧    | Uji                   | Prefettura di Kyoto |
| Linea Nara              | JR Ogura         | JR小倉     | 1.4              | 16.3          | ●                | ●      | ｜                                                                                    | | ∥    | Uji                   | Prefettura di Kyoto |
| Linea Nara              | Shinden          | 新田       | 1.8              | 18.1          | ●                | ●      | ｜                                                                                    | Kintetsu: Linea Kyōto | ∨    | Uji                   | Prefettura di Kyoto |
| Linea Nara              | Jōyō             | 城陽       | 2.1              | 20.2          | ●                | ●      | ●                                                                                     | | ◇    | Jōyō                  | Prefettura di Kyoto |
| Linea Nara              | Nagaike          | 長池       | 1.8              | 22.0          | ●                | ｜     | ｜                                                                                    | | ◇    | Jōyō                  | Prefettura di Kyoto |
| Linea Nara              | Yamashiro-Aodani | 山城青谷   | 2.0              | 24.0          | ●                | ｜     | ｜                                                                                    | | ◇    | Jōyō                  | Prefettura di Kyoto |
| Linea Nara              | Yamashiro-Taga   | 山城多賀   | 1.3              | 25.3          | ●                | ｜     | ｜                                                                                    | | ◇    | Ide, Tsuzuki          | Prefettura di Kyoto |
| Linea Nara              | Tamamizu         | 玉水       | 2.0              | 27.3          | ●                | ●      | ●                                                                                     | | ◇    | Ide, Tsuzuki          | Prefettura di Kyoto |
| Linea Nara              | Tanakura         | 棚倉       | 3.0              | 30.3          | ●                | ｜     | ｜                                                                                    | | ◇    | Kizugawa              | Prefettura di Kyoto |
| Linea Nara              | Kamikoma         | 上狛       | 2.8              | 33.1          | ●                | ｜     | ｜                                                                                    | | ◇    | Kizugawa              | Prefettura di Kyoto |
| Linea Nara              | Kizu             | 木津       | 1.6              | 34.7          | ●                | ●      | ●                                                                                     | West: Linea principale Kansai (Linea Yamatoji), Linea Katamachi (Linea Gakkentoshi) | ∧    | Kizugawa              | Prefettura di Kyoto |
| Linea principale Kansai | Kizu             | 木津       | 1.6              | 34.7          | ●                | ●      | ●                                                                                     | West: Linea principale Kansai (Linea Yamatoji), Linea Katamachi (Linea Gakkentoshi) | ∧    | Kizugawa              | Prefettura di Kyoto |
| Narayama                | 平城山           | 3.2        | 37.9             | ●             | ｜               | ｜     |                                                                                       | ∥ | Nara | Nara                  |                     |
| Saho Signal Box         | 佐保新号場       | -          | 40.8             | ｜            | ｜               | ｜     |                                                                                       | ∥ | Nara | Nara                  |                     |
| Nara                    | 奈良             | 3.8        | 41.7             | ●             | ●                | ●      | West: Linea principale Kansai (Linea Yamatoji), Linea Sakurai (Linea Man-yō-Mahoroba) | ∥ | Nara | Nara                  |                     |